# Parc de la Préfecture (Le Mans)
Pour les articles homonymes, voir Parc de la Préfecture.
Le parc de la préfecture est un jardin public français situé dans la ville du Mans. Il se situe juste derrière la préfecture de la Sarthe. Ce parc est privé, non accessible habituellement et réservé à la préfecture. Il est cependant ouvert au public lors des journées du patrimoine. Le parc fait exactement 22 630 m² et est inclus dans l’ancien ensemble de l’abbaye de la Couture, comprenant les bâtiments monastique, l’église abbatiale et l’enclos. Il est notamment connu pour avoir été lieu d’inspiration pour le poème Mardoche d’Alfred de Musset, alors en visite au Mans.

## L'enclos de la Couture
L’actuel parc de la préfecture était autrefois l’enclos de l’abbaye de la couture. La surface de l’enclos couvrait environ 10 hectares. Sa forme était celle d’un éventail dont le centre était l’abbaye. Dès son origine, l’enclos est bordé de trois rues : la rue Berthelot, ancienne rue Mouton, du chemin de la Mission (aujourd’hui rue Chanzy) et de la ruelle aux Lièvres (aujourd’hui rue Victor Hugo). Puis une quatrième rue importante bordait l’enclos au sud ; la rue Basse, devenue maintenant l’importante rue commerçante Nationale. En 1630 déjà, les religieux doivent payer près d’un tiers des réparations de la muraille, alors endommagée. En 1659 le monastère effectue encore des travaux de rénovations sur les fortifications des murs du jardin. La somme s’élève alors à 1100 écus. Le seul accès à l’enclos se faisait via le croisement entre les rues de la Couture et Saint-Julien-le-pauvre. Le terrain de l’enclos est naturellement en pente vers les plaines de la Mission. Les plus hauts murs de l’enclos sont situés au bord de la ruelle aux lièvres. Un sous-sol donnant de plain-pied vers le jardin permet aux moines d’accéder directement aux cuisines afin d’approvisionner facilement le monastère en bois ou en nourriture. Cela évite de passer par toutes les galeries du rez-de-chaussée. Les religieux possédaient un vaste potager près de la rue Berthelot, tout près des celliers et autres pressoirs à cidre et à vin. 

## Le jardin du Préfet

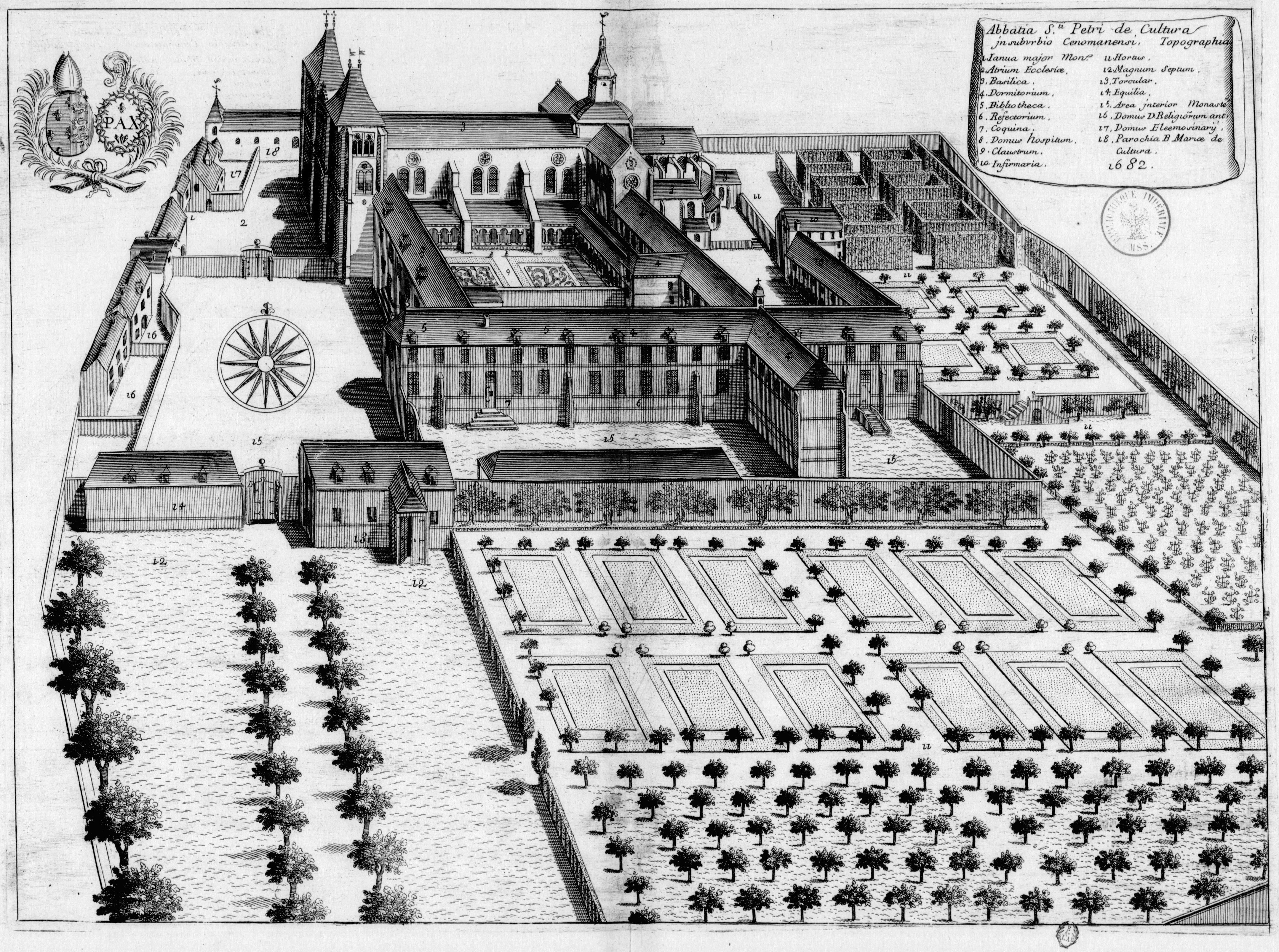
L'enclos de l'abbaye en 1684

À la Révolution, on ne juge pas utile de conserver un si grand terrain. On s’empresse donc de trouver quelque chose à construire sur les lieux. L’enclos est petit à petit divisé à l’est, en différentes portions de surfaces inégales afin que celles-ci soient revendues. Les premiers lots sont vendus le 26 avril 1796. On trace ensuite la rue dite du Tilleul ralliant la rue du Mouton à celle des Lièvres. C‘est sur la demande du préfet que l’expert, monsieur Dugué donne sa notification positive quant à la réalisation de cette nouvelle rue. La principale raison est le mauvais entretien de la rue aux lièvres où ronces et immondices prédominent. Le reste de l’enclos à l’ouest, reste affecté à l’abbaye, devenue bâtiments administratifs. Enfin, cette portion est de nouveau partagée en deux avec un champ de luzerne cultivé d’un côté, et la construction d’un jardin de l’autre. Un jardinier du nom de Chaplin s’attèle à la tâche. Ce jardin, dit Jardin du préfet, sera magnifié en 1819 et 1820 avec les créations d’allées près de la terrasse ou d’un petit parterre devant la grille d’entrée. Le bois qui est récolté dans le jardin revient au jardinier et au préfet pour leurs chauffages respectifs. En 1823, le préfet Auvray se rend propriétaire d’une ancienne partie de l’enclos de la couture, situé rue du Tilleul. Rattaché au reste du jardin, on réalise un véritable parc planté à l’anglaise. En 1839, alors qu’on modifie profondément le tracé de la rue aux lièvres, le mur d’enceinte du jardin est abattu et remplacé par des grilles. Ces grilles seront prolongées en 1840 et 1848 vers le Quartier-de-Cavalerie.

## Source d'inspiration d'Alfred de Musset

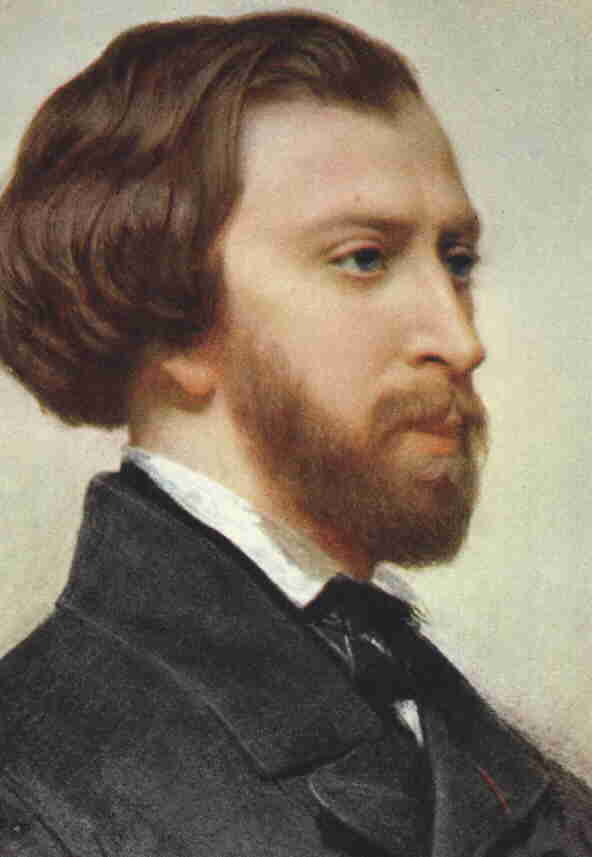
Alfred de Musset

Puis le jardin du préfet à force de rachats successifs retrouve la dimension de l’enclos original. À la fin du XIXe siècle, le parc est considéré comme un petit paradis de verdure. Du 27 août au 19 septembre 1829, Alfred de Musset réside dans les murs de la préfecture. Il rend visite au secrétaire général de la préfecture du Mans, Stephen Guyot-Desherbiers, qui n’est autre que son oncle. Envoûté par la beauté du parc, le jardin et la douceur du temps manceau lui rappellera ses séjours italiens et espagnols. C’est dans ce jardin de la préfecture qu’il composera le poème Mardoche. Mais ce ne fut pas là la seule visite de Musset au Mans. L’auteur romantique aimait la ville pour ses beautés mais aussi pour ses femmes. À l’automne 1827 déjà, et à seulement 17 ans, il tombait amoureux des jumelles Le Douairin, voisines de son oncle. Zoé Le Douairin le séduisit plus particulièrement. Il écrira ces quelques vers symboles de sa torture de cœur de la part de la jeune Mancelle : « Quel que soit le mal qu'il endure, - Son triste sort est le plus beau. - J'aime encore mieux notre torture - Que votre métier de bourreau »,.C'est d'ailleurs lors de leur premier séjour ensemble en 1826, qu'il écrivit À Mademoiselle Zoé le Douairin. Cette époque le marquera au point qu’il introduira les deux jeunes filles dans sa comédie A quoi rêvent les jeunes filles, sous les traits de Ninette et Ninon. Le parc est finalement ouvert au public dans le dernier quart du XIXe siècle, son espace étant bien trop vaste pour le réserver au seul préfet, d’autant que les successeurs d’Auvray l’utilisent à peine.

## La Seconde Guerre mondiale et le parc Victor-Hugo

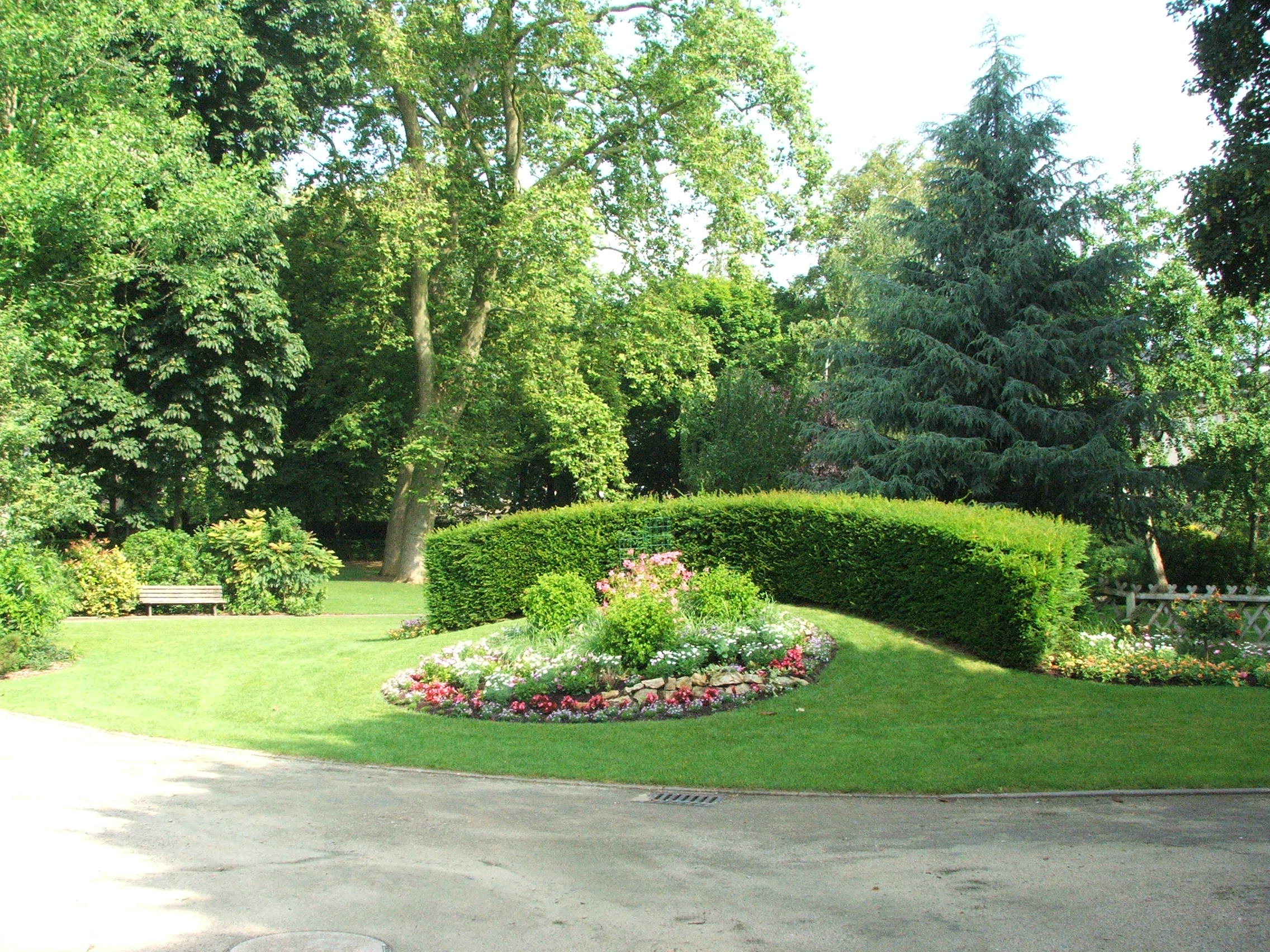
une partie du parc Victor-Hugo

Au début du XXe siècle, une sculpture de marbre nommée La Chute d’Icare de l’artiste Auguste Maillard, élève de Dalou et de Falguière, est placée au centre de la cour du cloître de l'abbaye. En 1933, on rend hommage au chirurgien manceau Henry Delagenière, homme dévoué aux gueules cassées de la première guerre mondiale. Un monument symbole de la vie du chirurgien et nommé Retour à la vie est réalisé par Paul Manant. Il représente une femme s’éveillant avec en médaillon, sur la côté de la stèle de la statue, le portrait de Delagénière. La statue est placée au sud-est du parc. Le parc n’est pas épargné lors de la seconde guerre mondiale. Le général Dollman, chef de la sixième armée allemande s’installe à l’hôtel de la Mutuelle générale. Ce dernier est malheureusement situé rue Chanzy à quelques mètres derrière l’ancienne abbaye.  Le personnage ordonne la construction de deux blockhaus dans le quartier. Si l’un prend place en plein cœur du parc, le second se retrouve dans la cour du lycée Berthelot. La cité administrative fut construite avec pour assise ce blockhaus de 1940 au bord de la rue Chanzy aujourd’hui dégagé après la démolition du bâtiment qui le surmontait. Seulement après la guerre, le parc est redevenu propriété exclusive du préfet. Les habitants du quartier font savoir leur mécontentement de ne pouvoir eux aussi profiter du jardin. Le préfet finit par céder un petit hectare aux habitants pour qu’ils en fassent ce que bon leur semble. Les travaux d’aménagement se font en 1970 et 1971. Mais finalement, sa surface est aujourd'hui de 13 000 m2 soit un peu plus de la moitié du parc de la préfecture. Ce petit jardin sera le futur jardin public Victor-Hugo.  Le jardin Victor-Hugo sera dessiné très agréablement, planté convenablement et bien entretenu. Le jardin propose une allée rectiligne pour démarquer le jardin public du privé. Cette allée est exactement le tracé de l’ancienne rue des Tilleuls.

## Plan de 1861
Un plan du parc de la préfecture datant de 1861 et réalisé par Paul de Lavenne, Comte de Choulot célèbre paysagiste du XIXe, est visible aux fonds anciens des Bibliothèques du Mans, à la médiathèque centrale Louis-Aragon. Ce plan n'est cependant pas complet puisqu'un petit bout de son côté gauche en bas de l'affiche a été arraché et n'a pu être reconstitué.

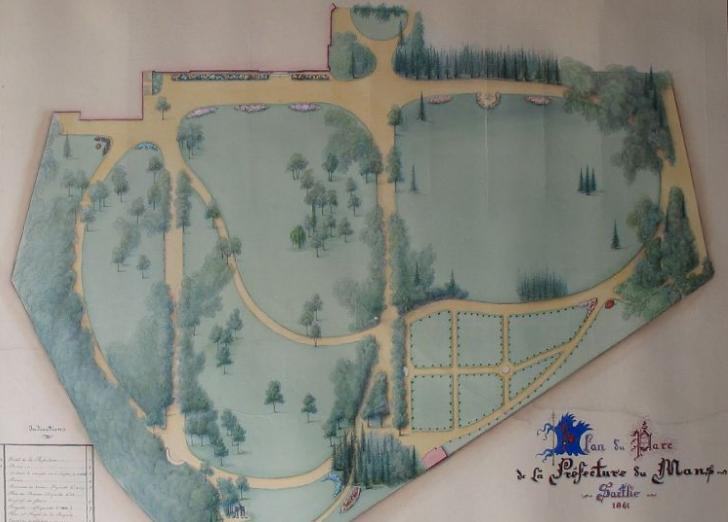
Reproduction partielle du plan de 1861